# Pascal Jardin
Pascal Jardin (* 14. Mai 1934 in Paris; † 30. Juli 1980 ebenda) war ein französischer Schriftsteller und Drehbuchautor.

## Leben
Jardin kam als Sohn des Politikers Jean Jardin (1904–1976) in Paris zur Welt. Er wuchs in Vichy auf, wo sein Vater als Kabinettsdirektor von Pierre Laval tätig war. Kriegsbedingt besuchte Jardin selten die Schule und konnte noch im Alter von 15 Jahren aufgrund von Dyslexie kaum lesen und schreiben, überwand dies jedoch.
Als junger Mann ging er nach Paris, wo er auf Vermittlung des Journalisten und Schriftstellers Yves Salgues (1924–1997) der Assistent von Regisseur Marc Allégret wurde. Seine ersten Arbeiten beim Film wurden Allégrets Sei schön und halt den Mund (1958, als zweiter Regieassistent) und Leben und lieben lassen (1958, Dialoge und Adaption). Nach mehreren Arbeiten für Allégret war Jardin bereits 1960 für Claude Sautet tätig, so war er an dessen Film Der Panther wird gehetzt am Drehbuch beteiligt. Für Charles Gérads Der Boß kennt kein Erbarmen verfasste Jardin 1960 erstmals alleinig das Drehbuch. Zahlreiche Drehbücher für Kinofilme folgten, darunter mehrere Filme nach Büchern der Angélique-Reihe sowie die Louis-de-Funès-Klassiker Balduin, das Nachtgespenst und Der Querkopf. Für seine Adaption Das alte Gewehr wurde Jardin 1976 für einen César in der Kategorie Bestes Drehbuch nominiert; eine weitere César-Nominierung erhielt er postum 1983 für Worte kommen meist zu spät.
Bereits 1957 hatte Jardin mit Les petits malins seinen ersten Roman veröffentlicht. Erst 1971 folgte sein zweites Werk, La guerre à neuf ans, in dem er sich mit seinem Vater auseinandersetzt. Sein Roman Le nain jaune gewann 1978 den Grand Prix du Roman der Académie française.
Jardin starb 1980 infolge einer Krebserkrankung. Er hinterließ zwei Söhne, die späteren Autoren und Regisseure Alexandre Jardin (* 1965) und Frédéric Jardin (* 1968). Fanny Chèze veröffentlichte 2010 die Biografie Pascal Jardin.

## Filmografie
- 1958: Leben und lieben lassen (Un drôle de dimanche)
- 1959: Die Gerechten oder die Ballade von der weißen Weste (Les affreux)
- 1960: Der Panther wird gehetzt (Classe tous risques)
- 1960: Herrin der Welt – Teil II
- 1960: Der Boß kennt kein Erbarmen (L’ennemi dans l’ombre)
- 1960: Jenseits des Rheins (Le passage du Rhin)
- 1961: Galante Liebesgeschichten (Amours célèbres)
- 1961: Teufel um Mitternacht (Les démons de minuit)
- 1962: Julia, du bist zauberhaft
- 1962: La loi des hommes
- 1962: Der Teufel und die Zehn Gebote (Le diable et les 10 commandements)
- 1964: Frank Patton ruft Küstenwache 5-8-3 (À couteaux tirés)
- 1964: Monsieur
- 1964: FBI-Agent Cooper – Der Fall Tex (Coplan prend des risques)
- 1964: Wie Raubkatzen (Les félins)
- 1964: Flegelalter (L’âge ingrat)
- 1965: Herr auf Schloß Brassac (Le tonnerre de Dieu)
- 1966: Angélique und der König (Angélique et le roy)
- 1966: Un garçon, une fille. Le dix-septième ciel
- 1966: Le facteur s’en va-t-en guerre
- 1966: Die Reise des Vaters (Le voyage du père)
- 1966: Heiße Nächte (Soleil noir)
- 1966: Der wundersame Regenschirm (Un jour à Paris)
- 1967: Zwei Wochen im September (À cœur joie)
- 1967: Unbezähmbare Angélique (Indomptable Angélique)
- 1968: Angélique und der Sultan (Angélique et le sultan)
- 1968: Balduin, das Nachtgespenst (Le tatoué)
- 1969: Frühstück mit dem Killer (Les étrangers)
- 1970: Die offene Rechnung (L’ardoise)
- 1970: Der Erbarmungslose (La horse)
- 1970: Sortie de secours
- 1970: Die Straße nach Salina (La route de Salina)
- 1970: Madly
- 1971: Doucement les basses
- 1971: Die Katze (Le chat)
- 1971: Der Sträfling und die Witwe (La veuve Couderc)
- 1972: Der Killer und der Kommissar (Le tueur)
- 1973: Le Train – Nur ein Hauch von Glück (Le train)
- 1974: Jet Set (La race des „seigneurs“)
- 1974: Das Netz der tausend Augen (Le secret)
- 1974: Borsalino & Co. (Borsalino and Co.)
- 1975: Der Ehekäfig (La cage)
- 1975: Das alte Gewehr (Le vieux fusil)
- 1978: Der Querkopf (La zizanie)
- 1978: Sale rêveur
- 1979: Waffe des Teufels (Le toubib)
- 1980: Strafkommando Charlie Bravo
- 1982: Worte kommen meist zu spät (Hécate, maîtresse de la nuit)

## Werke
- 1957: Les petits malins. Roman, Pierre Horay
- 1971: La guerre à neuf ans. Roman, Grasset
- 1972: Toupie la rage. Roman, Bernard Grasset
- 1973: Guerre après guerre. Grasset & Fasquelle
- 1975: Je te reparlerai d’amour. Roman, Juliard
- 1978: Le nain jaune. Roman Julliard
- 1980: La bête à bon dieu, Flammarion
- 1980: Madame est sortie. Theaterstück, Flammarion
- 1981: Madame ist ausgegangen. Hunzinger, Bühnenverlag, Bad Homburg v. d. H.

## Auszeichnungen
- 1976: César-Nominierung, Bestes Drehbuch, für Das alte Gewehr
- 1978: Grand Prix du Roman der Académie française für Le nain jaune
- 1983: César-Nominierung, Bestes adaptiertes Drehbuch, für Worte kommen meist zu spät